# Rudolf Otto

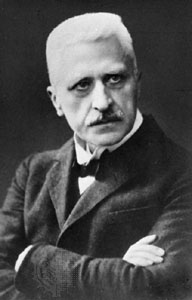
Rudolf Otto

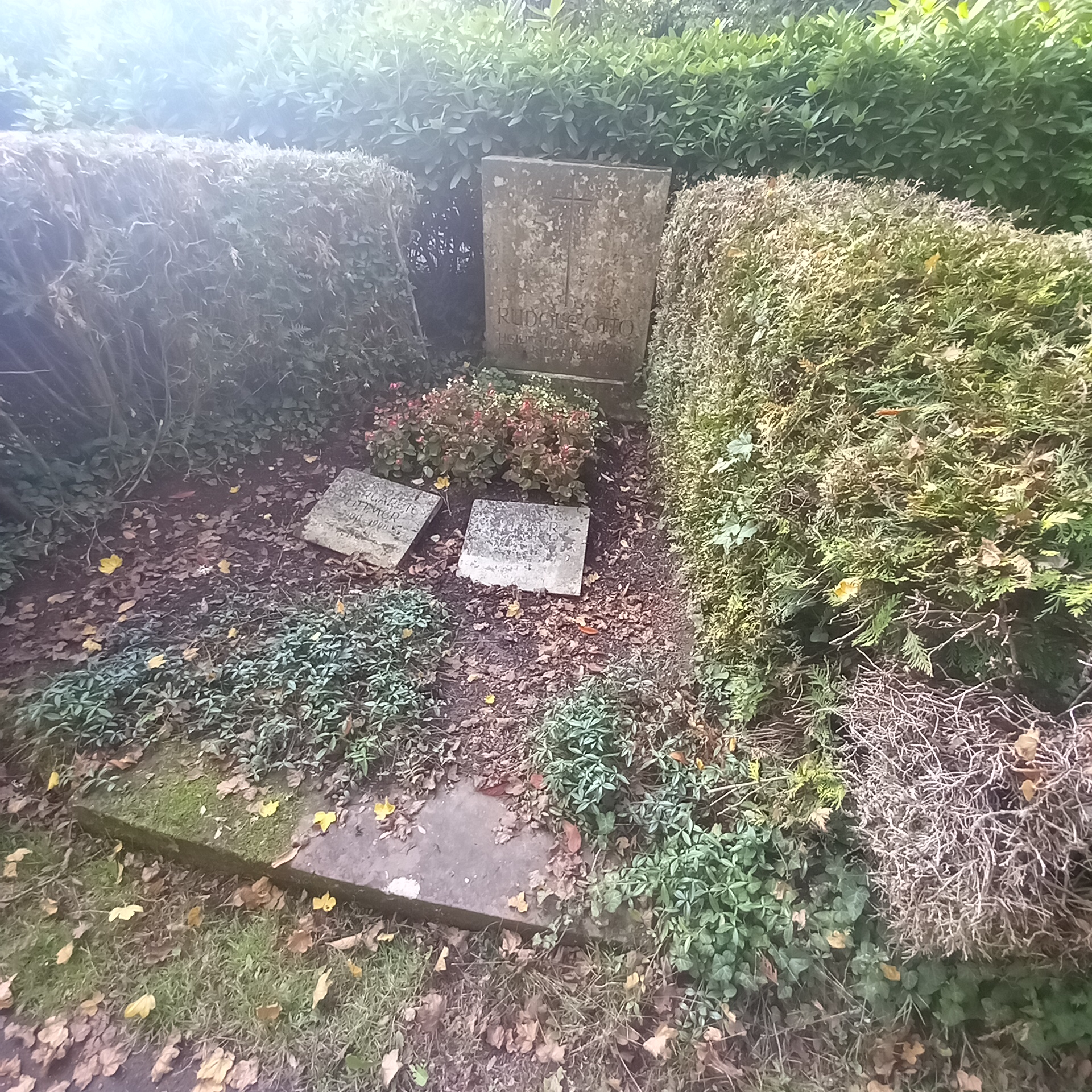
Das Grab von Rudolf Otto auf dem Hauptfriedhof Marburg

Rudolf Otto, geboren als Karl Louis Rudolph Otto (* 25. September 1869 in Peine; † 6. März 1937 in Marburg), war ein deutscher Religionswissenschaftler und evangelischer Theologe.

## Leben
Rudolf Otto war der Sohn eines Malzfabrikanten. Nach dem Abitur am humanistischen Gymnasium Andreanum in Hildesheim begann Otto im Mai 1888 an der Universität Erlangen das Studium der Theologie. Später wechselte er an die Universität Göttingen. 1898 wurde er mit einer Arbeit über Geist und Wort bei Luther zum Lic. theol. promoviert. Eine Promotion zum Dr. phil. folgte 1905 in Tübingen (Dissertation: Naturalistische und religiöse Weltansicht). 1906 trat er nach achtjähriger Tätigkeit als Privatdozent eine Stelle als außerordentlicher Professor in Göttingen an. 1913 wurde Otto nach mehreren vergeblichen Kandidaturen im Wahlkreis Göttingen als Abgeordneter der Nationalliberalen Partei in das Preußische Abgeordnetenhaus gewählt. 1915 wurde er Professor für Systematische Theologie in Breslau und wechselte 1917 an die Universität Marburg. Im Mai 1918 trat er wegen der Ablehnung des Dreiklassenwahlrechts mit einigen Gleichgesinnten aus der Fraktion seiner Partei aus. Wie die meisten anderen Abgeordneten vom linken Flügel der Nationalliberalen schloss sich Otto der Deutschen Demokratischen Partei an und vertrat sie 1919 in der Preußischen Landesversammlung.
Obwohl er verschiedentlich Rufe an andere Hochschulen erhielt, behielt er den Marburger Lehrstuhl für den Rest des akademischen Lebens. 1924 hielt er die Haskell-Vorlesungen am Oberlin College über westliche und östliche Mystik sowie 1926 die Olaus-Petri-Vorlesungen an der Universität Uppsala über Indiens Gnadenreligion und Christentum. 1927 gründete er an der Marburger Universität die Religionskundliche Sammlung. 1929 wurde er wegen gesundheitlicher Probleme vorzeitig emeritiert. Über seine Ansichten zur Zeit des Nationalsozialismus ist wenig bekannt. Er scheint anfangs auf eine Neuerweckung des deutsch-christlichen religiösen Geistes gehofft zu haben.
Rudolf Otto starb 1937 nach längerem Krankenhausaufenthalt an einer Lungenentzündung, nachdem er sich im Oktober 1936 in Staufenberg (Hessen) beim Sturz von einem Turm aus 20 Metern Höhe schwer verletzt hatte. Möglicherweise handelte es sich dabei um einen Selbstmordversuch. Er wurde auf dem Marburger Stadtfriedhof beigesetzt.

## Werk
Durch Reisen nach Indien, Sri Lanka, China, Japan, den Nahen Osten und Afrika wurde Ottos Interesse für die Religionen der Welt geweckt, besonders für den Hinduismus.

### Das Heilige (1917)
In seinem Hauptwerk (Das Heilige, 1917) setzt er sich mit der Erfahrung des Heiligen auseinander. Diese schließt seiner Auffassung nach insofern irrationale Momente ein, als damit verbundene Gefühle sich der rationalen begrifflichen Fassung entziehen und nur durch hinweisende Ideogramme bzw. Deute-Begriffe aufgezeigt werden können. Die irreduziblen Momente dieser Erfahrung bezeichnet er als mysterium tremendum und mysterium fascinans.
Im erstgenannten Gefühl (mysterium tremendum = „schauervolles Geheimnis“) offenbart sich Gott als eine überwältigende Macht, vor der die Kreatur erschauert und die als das ganz Andere die menschliche Vernunft transzendiert. Das Heilige wird allerdings nicht als das absolut Unheimliche empfunden, denn untrennbar von diesem Aspekt existiert die faszinierende, beglückende Erfahrung des Göttlichen. Die Irreduzibilität der Momente des Schauderns und des Vertrauens kennzeichnet Otto, indem er das Heilige als Numinoses (er übersetzt das lateinische numen mit „übernatürliches Wesen ohne genauere Vorstellung“) bestimmt.

Das Gefühl des tremendum („des Schauervollen“) hat auf der höchsten Stufe als Begleitreflex im Selbstgefühl das Kreaturgefühl, das zuvor im 3. Kapitel erläutert wird. Das religionsphänomenologische Profil von Das Heilige wird unter anderem im 3. Kapitel deutlich. Es beginnt mit der Aufforderung, sich an ein religiöses Erlebnis zu erinnern:
„Wir fordern auf, sich auf einen Moment starker und möglichst einseitiger religiöser Erregtheit zu besinnen. Wer das nicht kann oder wer solche Momente überhaupt nicht hat, ist gebeten nicht weiter zu lesen.“
Eines dieser Erlebnisse hat Friedrich Schleiermacher als das Gefühl von Abhängigkeit beschrieben. Otto wählt hierfür den Begriff „Kreaturgefühl“, um deutlich zu machen, dass das Gefühl qualitativ unterschieden ist von anderen Abhängigkeitsgefühlen: Es geht um das Versinken im Nichts angesichts gegenüber dem, „was über aller Kreatur ist“. Dieses Gefühl hängt zusammen mit der Scheu und mit der Abwertung des eigenen Subjekts. Die Voraussetzung von meinem Abhängigkeitsgefühl ist „ein Gefühl einer 'schlechthinnigen Überlegenheit (und Unnahbarkeit)' seiner“. Das Gefühl der Überlegenheit wird als Moment des Übermächtigen („majestas“) bezeichnet, während das Gefühl schlechthinniger Unabhängigkeit die Zusammenfassung des Moments des tremendum ist.
Neben tremendum und majestas gibt es noch ein drittes Moment: Das Moment des Energischen (energicum). Es drückt sich aus in Lebendigkeit, Leidenschaft, Tätigkeit, Drang usw. Es aktiviert Menschen zum Eifern, wie z. B. in der Askese gegen Welt und Fleisch. Das Energische steht im Widerspruch zum philosophischen Gott, der sich in rationalen Spekulationen und Definitionen findet.
Otto versucht das Problem des Heiligen als inkommensurabel und ganz anders in seiner Beziehung zu Begriffen, moralischen Prinzipien und positiver Religion zu lösen, indem er sich auf Kants Idee der Schematisierung bezieht. Nach Otto erinnert die numinose Erfahrung an Begriffe und Prinzipien wie Liebe, Übermacht und Güte, so dass das Numinose zwar nicht beschrieben, jedoch mit dem Denken und Handeln verbunden ist. Als Folge dieser Schematisierung entsteht das Heilige als komplexe A-priori-Wertkategorie.
Kritik an dieser Darstellung des Heiligen als A-priori-Kategorie wendet ein, dass bei Kant Erfahrungen nur dadurch möglich sind, dass A-priori-Kategorien vorhanden sind, während Otto aus Erfahrungen A-priori-Kategorien entstehen lässt, um die religiöse Erfahrung als sui generis und somit Gültiges zu bewahren.

### Weitere Schriften
In seinen religionswissenschaftlichen Hauptwerken, Die Gnadenreligion Indiens und das Christentum und Westöstliche Mystik, vergleicht Otto unter den Aspekten der gläubigen Frömmigkeit und der Mystik, den Hinduismus mit dem Christentum. Er untersucht Bhakti und Advaita Vedanta und stellt den berühmten Philosophen des Vishnuismus, Ramanuja, und den shivaitischen Gründer des Advaita Vedanta, Shankara, dar. Otto erklärt Ähnlichkeiten zwischen Hinduismus und Christentum, gelangt aber zu dem Schluss, die Mystik des Christentums sei der des Vedanta überlegen.

### Rezeption
Ottos Einfluss auf Theologie, Religionsphilosophie und Religionswissenschaft im 20. Jahrhundert war erheblich: Der evangelische Theologe Paul Tillich war ebenso von ihm beeinflusst wie der aus Rumänien stammende Religionswissenschaftler Mircea Eliade und der bedeutendste Otto-Schüler im deutschsprachigen Bereich, Gustav Mensching, aber auch Kurt Goldammer und Religionsphänomenologen wie Gerardus van der Leeuw. Der phänomenologisch arbeitende Philosoph Hermann Schmitz hat Ottos Ansatz zu einer Theorie der numinosen Gefühle erweitert.
Eine besondere Bedeutung hat Otto auch im Rahmen der (Religions-)Psychologie gefunden. Hervorzuheben ist hierbei vor allem die Rezeption des Begriffes des Numinosen durch die Tiefenpsychologie Carl Gustav Jungs sowie dessen Aufnahme und kritische Würdigung durch die Transpersonale Psychologie in ihren verschiedensten Ausprägungen (z. B. Karlfried Graf Dürckheim). In den USA wird Rudolf Otto, im Gegensatz zur deutschen Religionspsychologie, noch heute in seiner Wirkung als zentral erachtet.
Ottos Ansichten werden in der Religionswissenschaft und Religionstheorie nicht mehr als allgemeingültig anerkannt, dennoch hat sein Werk auch heutzutage noch internationale Wirkung. Das Heilige gilt als Monument. Rudolf Otto und sein Schüler Gustav Mensching sind in den letzten Jahren als Vordenker der Praktischen Religionswissenschaft (Udo Tworuschka) wiederentdeckt worden.

## Ehrungen
Otto wurde 1932 von der Universität Uppsala mit der Ehrendoktorwürde ausgezeichnet.

## Werke (Auswahl)
- Die Anschauung von heiligen Geiste bei Luther: Eine historisch-dogmatische Untersuchung. Vandenhoeck & Ruprecht, Göttingen 1898 (online).
- Die historisch-kritische Auffassung vom Leben und Wirken Jesu: 6 Vorträge, im März 1901 in Hannover … gehalten. Göttingen 1901. 3. Auflage als: Leben und Wirken Jesu nach historisch-kritischer Auffassung: Vorträge. Göttingen 1902 (4. Auflage 1905 online).
- Goethe und Darwin. Darwinismus u. Religion, Vandenhoeck & Ruprecht, 1909 (Digitalisat).
- Kantisch-Fries’sche Religionsphilosophie und ihre Anwendung auf die Theologie: zur Einleitung in die Glaubenslehre für Studenten der Theologie. J. C. B. Mohr, Tübingen 1909 (online).
- Das Heilige: Über das Irrationale in der Idee des Göttlichen und sein Verhältnis zum Rationalen. Trewendt & Granier, Breslau 1917, Digitalisat der 14. Auflage, Klotz, Gotha 1926. Nachdruck: Beck, München 2004, ISBN 3-406-51091-4.
- Vischnu-Nârâyana: Texte zur indischen Gottesmystik, I, 1917.
- Siddhânta des Râmânuja: Texte zur indischen Gottesmystik, II, 1917.
- Aufsätze: Das Numinose Betreffend, 1923.
- Die Gnadenreligion Indiens und das Christentum: Vergleich und Unterscheidung, 1930.
- West-östliche Mystik: Vergleich und Unterscheidung zur Wesensdeutung. Leopold Klotz, Gotha 1926 (online).
- Das Gefühl des Überweltlichen: Sensus Numinis [Aufsätze], 1931 (online).
- Gottheit und Gottheiten der Arier, 1932
- Freiheit und Notwendigkeit: Ein Gespräch mit Nicolai Hartmann über Autonomie und Theonomie der Werte, 1940
- Reich Gottes und Menschensohn. Ein religionsgeschichtlicher Versuch, 1940